# Український гуманітарний інститут
Український гуманітарний інститут (УГІ) — приватний вищий навчальний заклад освіти у місті Буча. Має ІІІ рівень акредитації. Посідає 6 місце у рейтингу приватних вищих навчальних закладів України за версією міністерства освіти (на 2013 рік).
УГІ розпочав свою діяльність у 1999 році. Навчальний заклад підпорядкований у навчально-методичному плані Міністерству освіти і науки України. Фінансово-господарську діяльність інститут здійснює самостійно під керівництвом засновників. Інститут здобув визнання Міжнародної акредитаційної комісії та увійшов до Міжнародної асоціації навчальних закладів.

## Історія

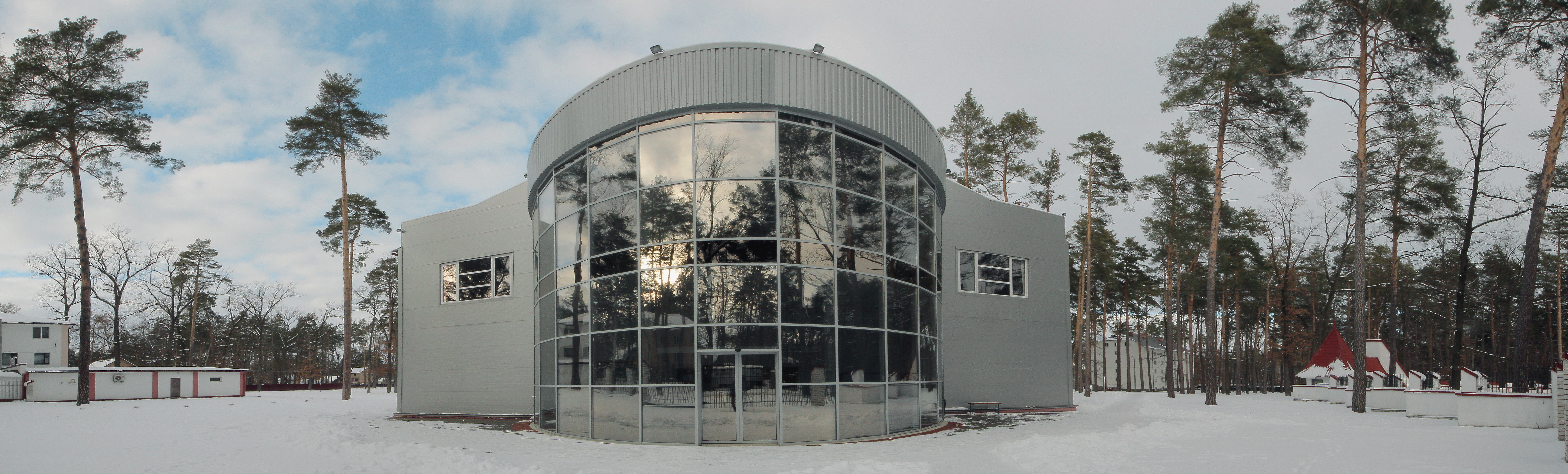

На початку 1999 р., згідно з Рішенням загальних зборів засновників (Протокол № 1 від 03.12.1998 р.), відповідно до Рішення Виконавчого комітету Ірпінської міської ради № 100-7-ХХІІІ від 25.02.1999 р. "Про реєстрацію товариства з обмеженою відповідальністю «Український гуманітарний інститут» та Рішення Київської обласної державної адміністрації «Про погодження щодо організації діяльності інституту» № 11-11-10419 від 15.03.1999 р. в смт. Буча Київської області розпочав свою роботу Український гуманітарний інститут.
Основні адміністративні, навчальні й господарські будівлі та споруди УГІ розташовано у лісовій місцевості загальною площею понад 10 гектарів. До 1996 року ця територія належала дитячому піонерському табору «Кристал», який згідно договору купівлі-продажу було передано у власність Української Уніонної конференції Церкви АСД в Україні. З 1999 року територію віддано в оренду Українському гуманітарному інституту.
У травні 2005 р. на підставі Рішення загальних зборів засновників (Протокол № 1 від 13.05.2005 р.) ТОВ «Український гуманітарний інститут» реорганізовано у приватний вищий навчальний заклад «Український гуманітарний інститут».
Український гуманітарний інститут внесено до Єдиного державного реєстру підприємств та організацій України.
Починаючи з 1999 р., Інститут отримав ліцензії на підготовку фахівців за наступними спеціальностями та напрямами: «Економіка і підприємництво (Фінанси)», в даний момент — «Фінанси і кредит» (з жовтня 1999 р.); «Менеджмент» (з жовтня 1999 р.); «Мова та література (англ.)» (з жовтня 1999 р.); «Економіка і підприємництво (Маркетинг)» (з червня 2000 р.) — на даний момент спеціальність відсутня; «Філософія (релігієзнавство)» (з вересня 2005 р.).
20 грудня 2005 р. рішенням ДАК МОН України протокол № 58 Український гуманітарний інститут визнано акредитованим за статусом вищого закладу освіти ІІІ (третього) рівня.
Ліцензія АВ № 395107 та акредитаційний сертифікат серії РІ-ІІІ № 102466 були отримані на виконання наказу МОН України від 27 січня 2007 р. № 58 «Про порядок введення в дію переліку напрямів, за якими здійснюється підготовка фахівців у ВНЗ за ОКР бакалавра» та у зв'язку  зі зміною статусу селища міського типу Буча (Постанова Верховної Ради України від 09.02.06 р. № 3434-IV «Про віднесення селища міського типу Буча Ірпінської міської ради Київської області до категорії міст обласного значення») та перейменуванням вулиці в м. Буча (Рішення Бучанської селищної ради від 23.11.06 р. № 411-11 У «Про перейменування вулиць та провулків в селищі Буча»).
У березні 2012 р. Українському гуманітарному інституту було надано можливість на провадження освітньої діяльності зі спеціальності 7.03060104 «Менеджмент зовнішньоекономічної діяльності» та можливість провадження освітньої діяльності для підготовки іноземних громадян за акредитованими напрямами та спеціальностями з ліцензованим обсягом — 40 осіб (Протокол ДАК № 94 від 23.03.2012 р.).
У червні 2012 р. Інститут отримав ліцензію на підготовку фахівців з напряму підготовки 6.030301 «Журналістика» (Протокол ДАК № 97 від 06.07.2012 р.)
2013 рік ознаменувався для Інституту відкриттям двох нових напрямів підготовки — 6.010201 «Фізичне виховання» та 6.030502 «Економічна кібернетика» (Протокол ДАК № 105 від 27.06.2013 р.).
З 02.07.2013 р. діє ліцензія Міністерства освіти і науки України серії АЕ № 270781, видана рішенням ДАК від 27.06.2013 р., протокол № 105 (наказ МОН України від 01.07.2013 р. № 2494л).

## Філософія навчального закладу

### Місія
Підготовка студентів до усвідомленого активного служіння Богу та суспільству шляхом реалізації своїх особистісних та професійних якостей, сформованих та набутих завдяки академічним, науковим, виховним програмам на основі християнської філософії освіти!

### Бачення
Український гуманітарний інститут — це місце, де студенти, в процесі навчання, можуть отримати професійну компетентність, щоб з вірою вплинути на своє майбутнє.

### Цінності
| Духовна мета:          | Розкрити перед студентами переваги християнського бачення світу. Сприяти тому, щоб їх життя набуло справжнього сенсу у духовному єднанні з Богом |
| Інтелектуальна мета:   | Допомогти студентам зорієнтуватися і самовизначитися у великій різноманітності духовних і матеріальних цінностей, накопичених світовою культурою протягом століть. Академічні програми спрямовані на розширення і поглиблення кругозору студентів. Особливий акцент робиться на безпосереднього зв'язку між інтелектуальним розвитком та практичним благочестям.        |
| Професійна мета:       | Підготувати всебічно освічених фахівців різних сфер діяльності та практичного служіння в Церкві та суспільстві і сприяти їх становленню як гідних громадян своєї країни. |
| Соціальна мета:        | Всіляко сприяти тому, щоб студенти могли досягти соціальної зрілості як гаранта творчого начала в їхньому житті, в сім'ї та суспільстві. Інститут проводить семінари і заходи, спрямовані на розвиток гармонійних міжособистісних відносин, і виховує відповідальний, зрілий підхід до питань взаємин особистості і сучасного суспільства.                              |
| Здоровий спосіб життя: | Надати можливість студентам набути знання та навички здорового способу життя. Академічний розпорядок і правила співжиття категорично забороняють куріння, вживання алкоголю і наркотичних засобів. В їдальні і кафетерії комплексу пропонується поживна і здорова їжа. Особлива увага приділяється регулярній фізичній праці і заходам, що сприяють зміцненню здоров'я. |

## Академічний процес
Починаючи з 1999 р., Інститут отримав ліцензії на підготовку фахівців за наступними спеціальностями та напрямами:
- «Економіка і підприємництво (Фінанси)», в даний момент — «Фінанси і кредит» (з жовтня 1999 р.);
- «Менеджмент» (з жовтня 1999 р.);
- «Мова та література (англ.)» (з жовтня 1999 р.);
- «Економіка і підприємництво (Маркетинг)» (з червня 2000 р.) — на даний момент спеціальність відсутня;
- «Філософія (релігієзнавство)» (з вересня 2005 р.).

У березні 2012 р. Українському гуманітарному інституту було надано можливість на провадження освітньої діяльності зі спеціальності 073 «Менеджмент зовнішньоекономічної діяльності»
У червні 2012 р. Інститут отримав ліцензію на підготовку фахівців з напряму підготовки 061 «Журналістика».
2013 рік ознаменувався для Інституту відкриттям двох нових напрямів підготовки — 017 «Фізичне виховання» та 051 «Економічна кібернетика».

### Факультети та кафедри
На даний момент в Інституті є два факультети, які включають девять кафедр, а саме:
Економічний факультет Українського гуманітарного інституту — це 3 кафедри, що забезпечують якісну освітню підготовку майбутніх економістів:
- кафедра фінансів;
- кафедра менеджменту ЗЕД;
- кафедра економічної кібернетики.

Гуманітарний факультет Українського гуманітарного інституту в своєму складі налічує 5 кафедр, а саме:
- кафедра романо-германської філології та порівняльно-історичного й типологічного мовознавства;
- кафедра філософії та релігієзнавства;
- кафедра теорії та методики фізичного виховання;
- кафедра журналістики;
- кафедра гуманітарних та соціально-економічних дисциплін.,

У 2019—2020 навчальному році інститут пропонує наступні академічні програми:
| Шифр | Назва курсу            | Рівень     | Термін |
| ---- | ---------------------- | ---------- | ------ |
| 072  | Фінанси і кредит       | Бакалаврат | 4 роки |
| 073  | Менеджмент             | Бакалаврат | 4 роки |
| 051  | Економічна кібернетика | Бакалаврат | 4 роки |
| 035  | Філологія              | Бакалаврат | 4 роки |
| 033  | Філософія              | Бакалаврат | 4 роки |
| 017  | Фізичне виховання      | Бакалаврат | 4 роки |
| 061  | Журналістика           | Бакалаврат | 4 роки |
| 053  | Психологія             | Бакалаврат | 4 роки |

## Наукова діяльність

### Наукові статті
Науковий збірник Українського гуманітарного інституту «НАУКОВІ СТУДІЇ — ХХІ (КУЛЬТУРА, ОСВІТА — АНТРОПОЦЕНТРИЧНІ ПАРАДИГМИ І СУЧАСНИЙ СВІТ). СЕРІЯ ФІЛОСОФІЯ. ФІЛОЛОГІЯ. ПЕДАГОГІКА. ЕКОНОМІКА» є міжнародним науковим виданням, в основі діяльності якого покладено публікацію наукових статей з метою їхнього поширення серед науковців як України, так і за ї межами.
Міжнародна реєстрація: ISSN 2307-6070
У збірник приймаються статті за такими напрямками:
- філософія
- філологія
- педагогіка
- економіка

Збірник «Наукові студії — ХХІ» публікується один раз на рік. Редколегія видання здійснює зовнішнє та внутрішнє рецензування всіх статей, що надходять до неї. До складу редколегії входять провідні українські та іноземці фахівці. У виданні публікуються науково-теоретичні та практичні матеріали актуальних загальнотеоретичних та галузевих питань з філософії, філології, педагогіки та економіки. Видання відкрите для співпраці з усіма бажаючими, та готове опубліковувати цікаві статті.
Партнерами видавництва є:
- Академія наук вищої школи України
- Заокський християнський гуманітарно-економічний інститут
- Інститут мовознавства Російської академії наук
- Інститут української мови Національної академії наук України
- Інститут філології Київського національного університету імені Тараса Шевченка
- Київський національний лінгвістичний університет
- Київський національний університет імені Тараса Шевченка
- Львівський національний університет імені Івана Франка
- Магнітогорський державний університет
- Національний технічний університет України «Київський політехнічний інститут»
- Національний університет державної податкової служби України
- Російська  академія народного господарства і державної служби при президентові Російської Федерації
- Румунський адвентистський теологічний інститут
- Санкт-Петербурзький державний університет

## Нагороди та репутація
- Український гуманітарний інститут версією Міністерства освіти посів почесне 6 місце серед приватних навчальних закладів України у 2013 році[1].
- З 25 травня 2012 р. за наказом міністерства освіти і науки, молоді та спорту України, приватний навчальний заклад визнано акредитованим за статусом вищого закладу освіти III(третього) рівня[8].
- Колектив Українського гуманітарного інституту удостоєний почесної грамоти за цілеспрямовану роботу та активне утвердження педагогіки толерантності в  навчально-виховному процесі[9].

## Персоналії

### Ректори
Жаловага Анатолій Степанович (ректор у 1999—2010) — Кандидат філософських наук, доцент. DHC, Southwestern Adventist University. Пастор Церкви Адвентистів Сьомого Дня. Перший ректор УГІ в період 1999—2010. Засновник філіалу Заокскої Духовної Академії в Україні  на базі санаторію в Пуша-Водиці (1995). Виконував служіння в трьох відділах: освіта, спадщина Еллени Уайт і секретар пасторської асоціації. З 2012 р. проректор з академічних питань і розвитку вузу в Подкові Лісній (Польща).
Георгінова Лариса Вікторівна (ректор у 2010—2012) — Кандидат педагогічних наук, проректор з питань розвитку, доцент кафедри менеджменту ЗЕД, завідувач сектору по роботі з іноземними студентами. В період 2010—2012 роки займала посаду виконуючого обов'язки ректора УГІ
Болдирєв Ростислав Васильович (ректор у 2012—2015) — Український учений-мовознавець. Доктор філологічних наук, професор. Академік Академії наук вищої школи України з 1994 р. Лауреат Нагороди Ярослава Мудрого Академії наук вищої школи України.
Штанько Людмила Олександрівна (ректор 2015-по сьогодні) — кандидат економічних наук, доцент кафедри прикладної економки.

### Адміністрація
| Посада                                        | ПІБ                               | Науковий ступінь                                                                   |
| --------------------------------------------- | --------------------------------- | ---------------------------------------------------------------------------------- |
| Ректор                                        | Штанько Людмила Олександрівна     | кандидат економічних наук, доцент кафедри прикладної економіки                     |
| Проректор з науково-педагогічної роботи       | Понятовський Фелікс Кліментійович | MA in Religion, університет Ендрюса, США; PhD in Old Testament, AIIAS, Philippines |
| Проректор з адміністративно-фінансових питань | Омельчук Сергій Володимирович     | викладач кафедри фінансів                                                          |
| Фахівець з міжнародних зв'язків               | Кожух Сергій Олександрович        |                                                                                    |
| Представник Ради засновників                  | Шевчук Андрій Васильович          |                                                                                    |

### Вчена рада
Вчена рада ПВНЗ УГІ вперше була сформована у жовтні 1999 року. Перше засідання ВР відбулося 30 жовтня 1999 року, на якому було призначено головою ВР ректора ПВНЗ «УГІ» доктора філософії Жаловагу А. С. і Вченим секретарем помічника ректора Інституту Акініну Н. Л. У листопаді цього року було затверджено Положення про ВР і сформовано план її роботи.
Завдання, права та обов'язки Вченої ради спрямовані на забезпечення статутної діяльності Інституту.

### Відомі випускники
- Крушеницька Світлана Павлівна — спеціаліст з філології, Український гуманітарний інститут; Магістрант AIIAS, Philippines
- Кривцун Ксенія Русланівна -  спеціаліст з філології, Український гуманітарний інститут; Магістр з педагогіки, НПУ ім. М. П. Драгоманова

## Дозвілля

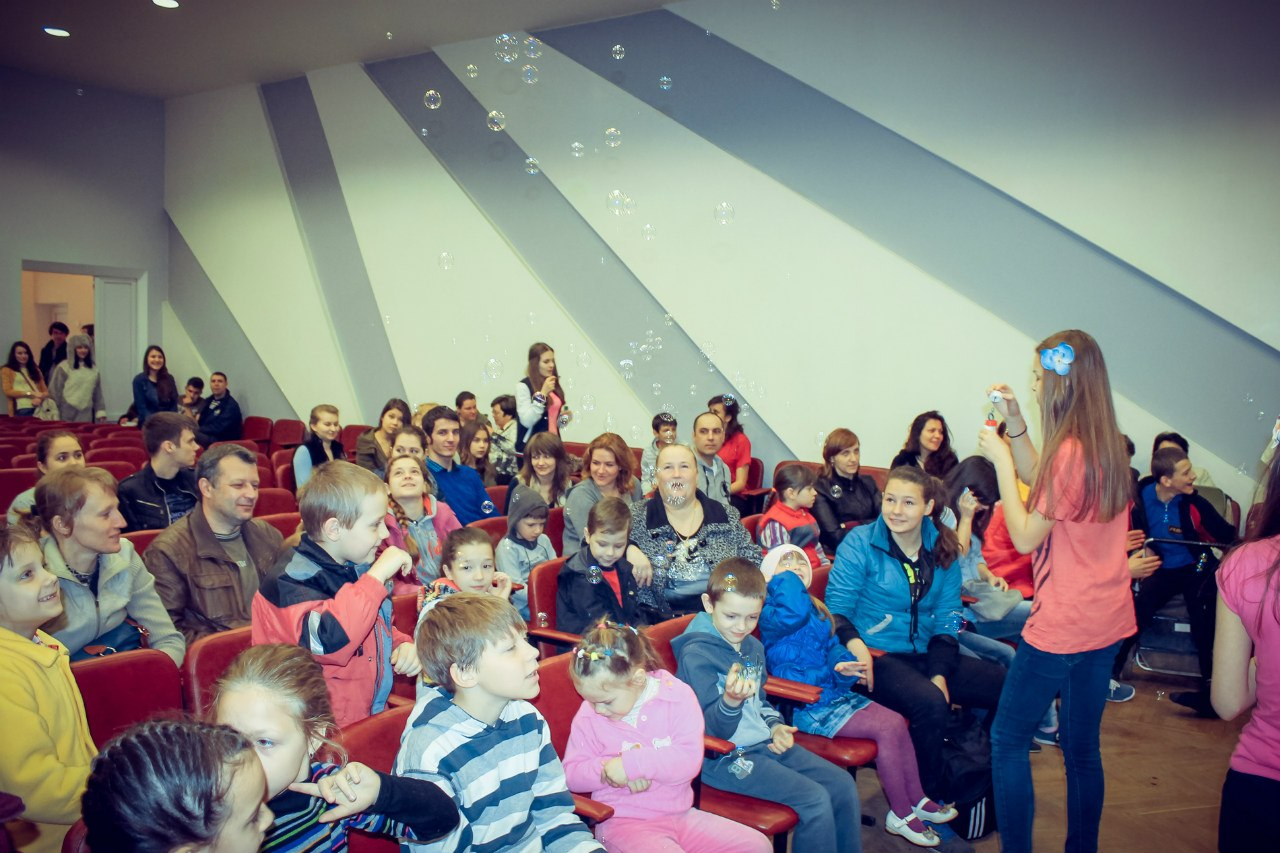
Школа Самостійності

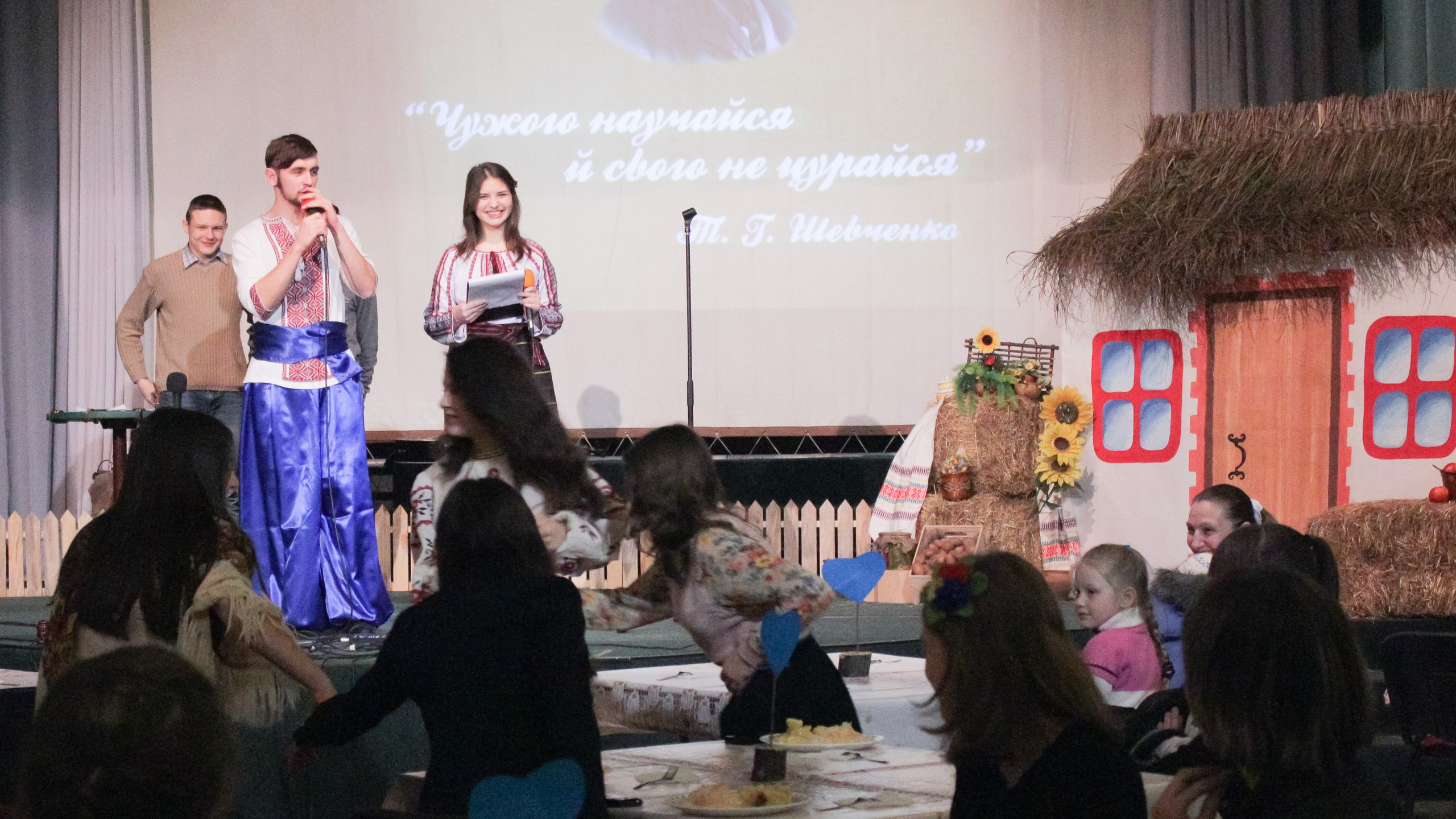
Український вечір для школярів

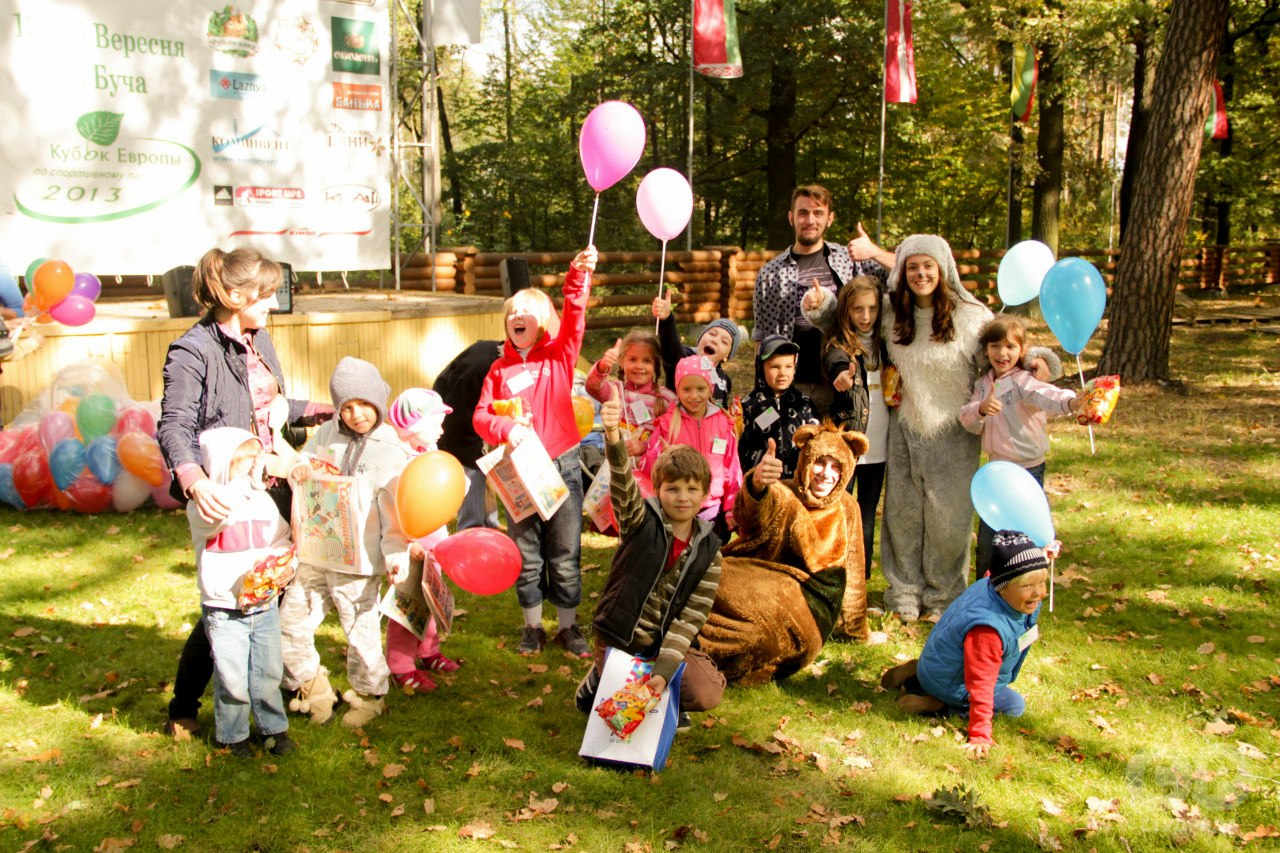
Країна Здоров'я

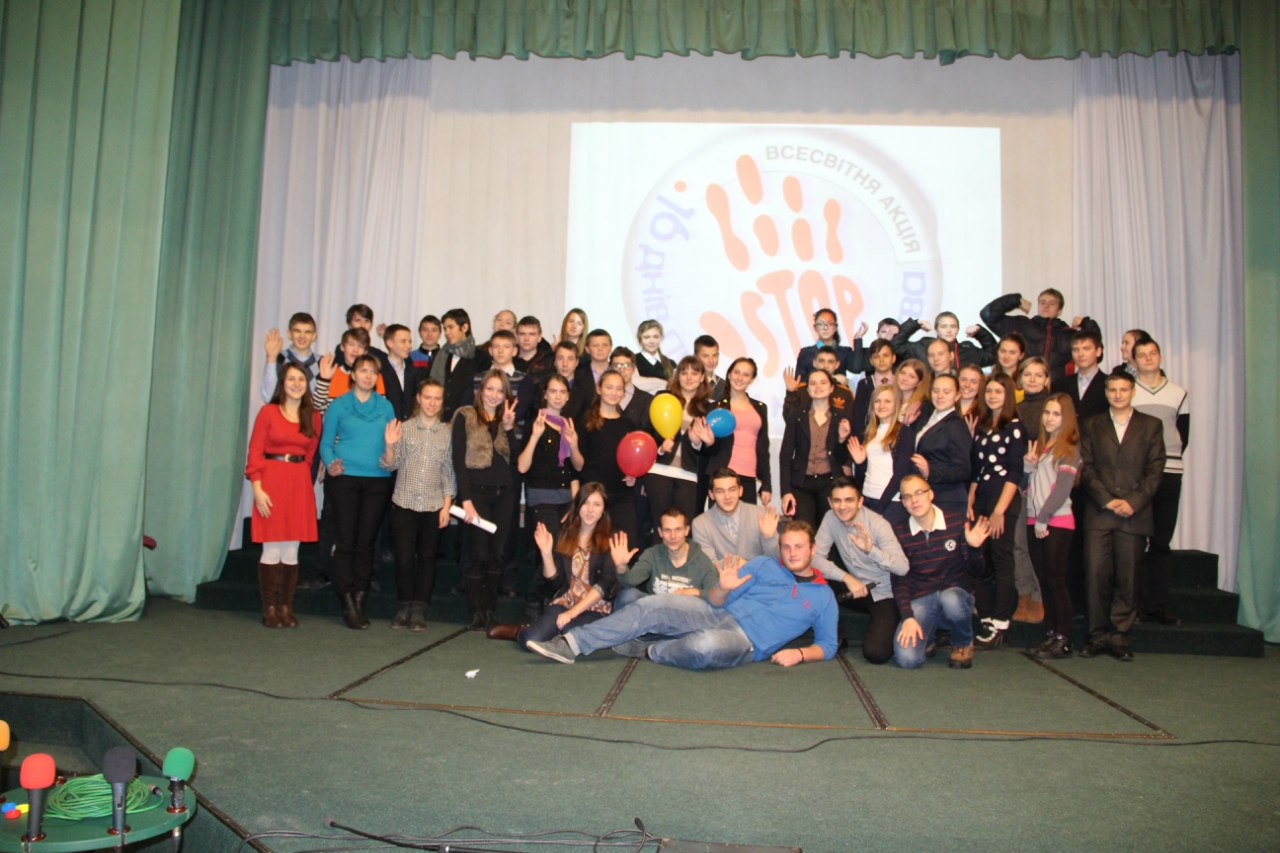
Адреналін

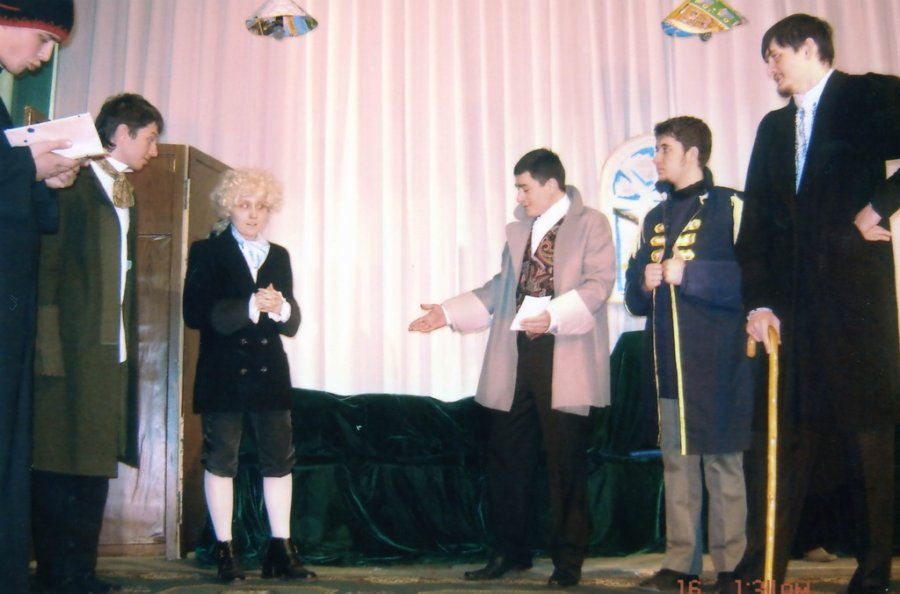
Театр на початку своєї діяльності

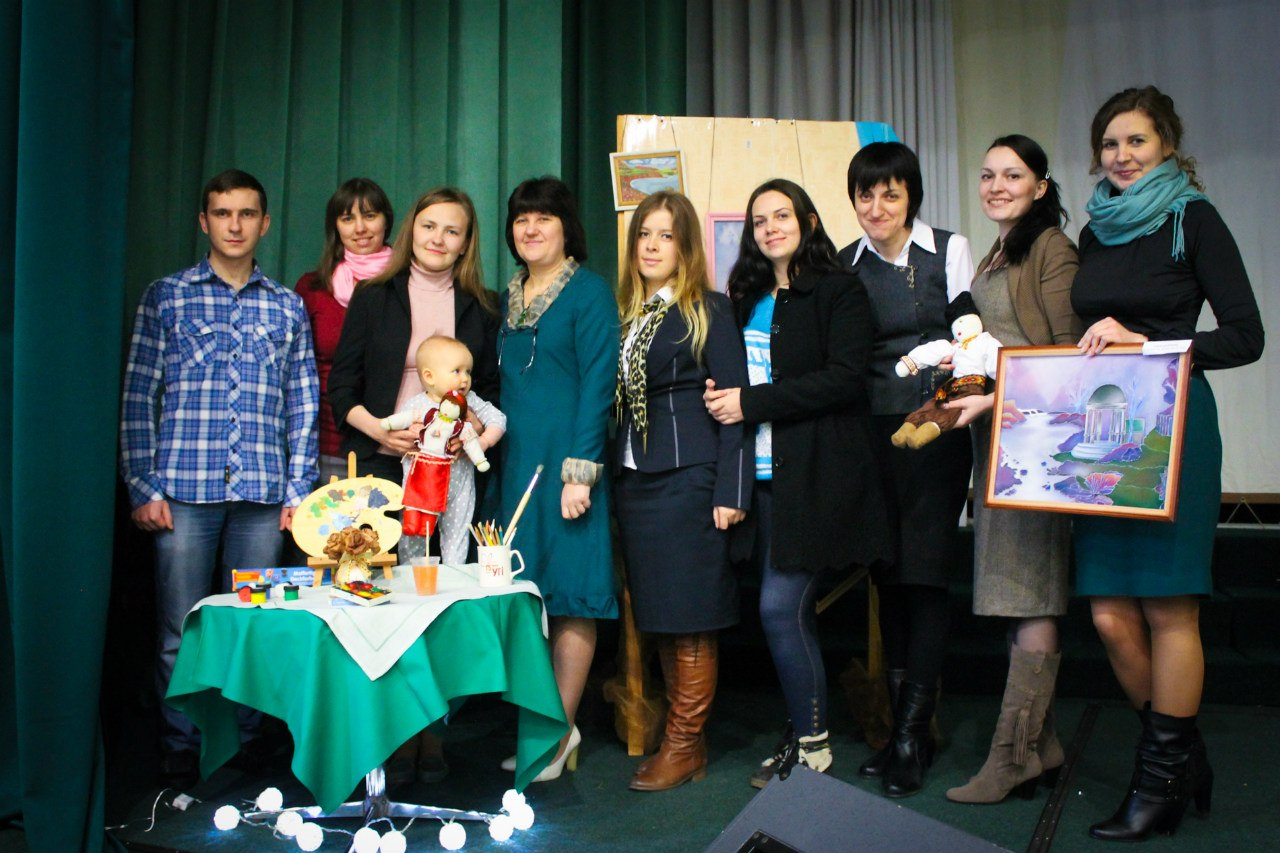
10-ліття театру

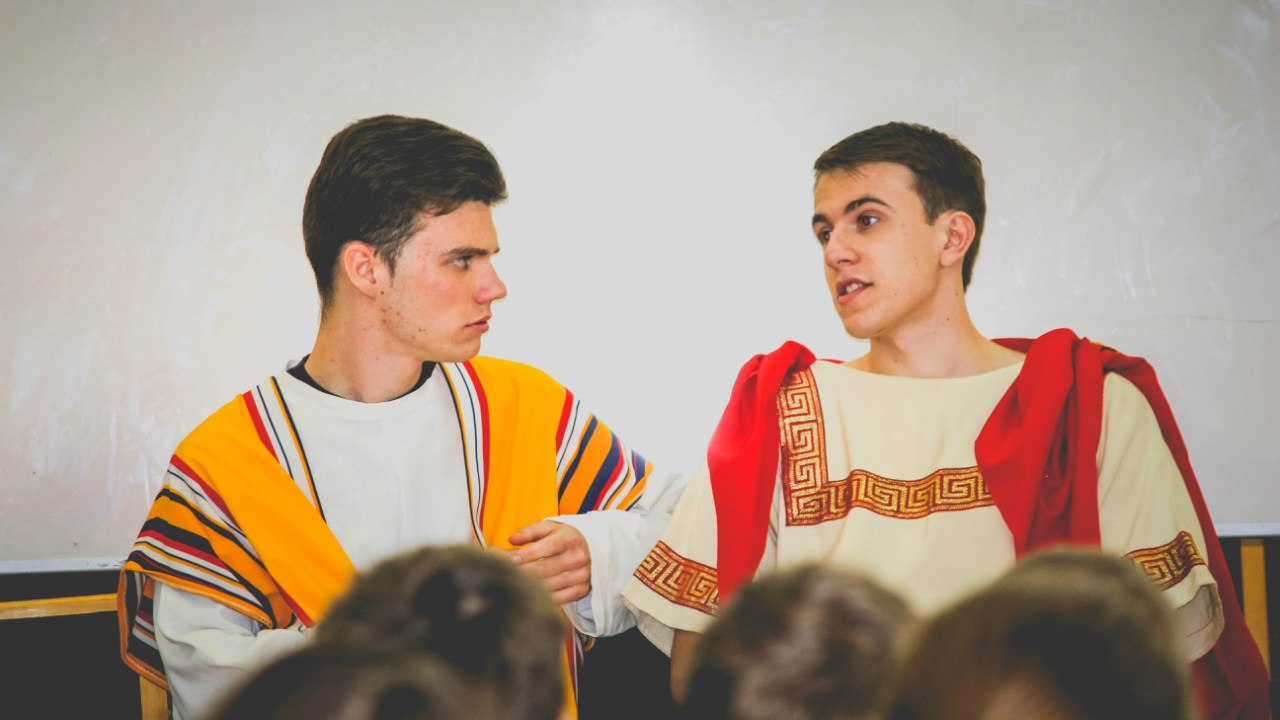
Театр в наш час

### Соціальні програми
Студенти Українського Гуманітарного Інституту присвячують свій час не лише навчанню та відпочинку, але і сприянню покращенню життя оточуючого суспільства.
У даному навчальному закладі соціальна робота має декілька основних напрямків: Перший — співпраця із громадською  організацією інвалідів «Відгук» (м. Буча), а саме відвідування «Школи самостійності», як волонтерів. «Школа самостійності» — проект позашкільної та клубної роботи з дітьми-інвалідами та їхніми батьками, створений для того, щоб забезпечити діткам-інвалідам навчання й розвиток, фізичну, психологічну, соціальну реабілітацію, змістовне дозвілля.
Другий, досить важливий напрямок, це просвітницько-профілактична робота серед школярів. Студенти УГІ за здоровий спосіб життя і закликають до цього підростаюче покоління! З року в рік проводяться інтерактивні програми, які у доступній та цікавій формі розповідають про наслідки шкідливих звичок та закликають молодь до кращого життя («Адреналін», «Тиждень жахів», «Країна здоров'я» та ін..).
Третім напрямком життя студентів є соціальне служіння жителям міста. Сюди входить і співпраця з організацією «Червоний хрест», і проведення різноманітних акцій у місті.
Крім цього, звичайно ж студенти беруть участь у благодійних концертах, що їх часто організовують навчальний заклад та студентська Церква Адвентистів сьомого дня, та інших соціальних ініціативах, які з'являються протягом навчального року.

### Спорт
На території Українського Гуманітарного Інституту знаходиться Багатофункціональний Комплекс (БФК), в якому відбуваються як офіційні події та святкування так і спортивні тренування та турніри. Одночасно в БФК можуть брати участь 4 команди волейболу або баскетболу, або ж грати дві футбольні команди.
У студентів є можливість безкоштовно приходити на заняття тих секцій, які їм до вподоби. Зокрема таких як:
- Футбол
- Волейбол
- Баскетбол
- Фітнес
- Великий теніс
- Малий теніс
- Бадмінтон
- Тренажерний зал
- Регулярний ранковий комплекс вправ (о 6:30)

### Батик
Гурток декоративно-прикладного мистецтва «Батик» в 2004 році під керівництвом викладача інституту, його натхненника, Ольги Володимирівни Чабах. Основним напрямком роботи гуртка стала техніка розпису на тканині — батик. Цей термін був покладений і в основну назву гуртка. Членами гуртка стали не тільки студенти інституту, але й його викладачі і співробітники.
Гурток допоміг розвинути свої творчі здібності багатьом поколінням гуртківців, які створювали свої роботи не тільки задля власного творчого задоволення, але й дарували свої роботи багатьом прихильникам цього виду мистецтва. Сьогодні роботи учасників гуртка розійшлися по всьому світу — це і США, і Канада, і Мексика, і Польща, і Росія та інші країни. І дарують вони радість творчого сприйняття світу, натхнення мистецької праці та молодечої бадьорості. Гуртківцями за весь період існування гуртка створено більше ніж 200 художніх робіт. Гурток в 2014 році відзначив 10 років з моменту існування.
Батик — це вид творчого малюнку на тканині, який наноситься за допомогою спеціальних розчинів. Він був заснований в Індонезії на острові Ява. В Європі цей вид мистецтва з'явився на початку XX століття. А в 30-х роках ХХ століття він прикрасив одяг європейців. Модники і модниці почали носити шовкові хустини, шарфи, розписані у стилі батик. Отож, батик, став елементом модного стилю в одязі.
Сьогодні гуртківці «Батику» створюють не тільки картини за допомогою техніки батик, але й займається графікою, петриківським розписом, створюють українську ляльку. Гуртківці з повагою і шанобливістю ставляться до свого гуртка і його керівника — Ольги Володимирівни Чабах. Вони створили власний мистецький центр, прикрасили його, і з великим натхненням створюють свої мистецькі шедеври. Вже створено більше ніж 100 графічних робіт та більше десятка українських ляльок.

### Театр
Студентський театр УГІ був створений Стировою О. В. 2001 року. У жовтні був поставлений перший спектакль «Блудний син» в сучасному варіанті. Протягом 9 років існування театру були поставлені спектаклі російських, українських та зарубіжних авторів, а також вистави на біблійну тематику. Зокрема:
- Фонвізін «Недоросль»
- Чехов А. П. «Дочка Альбіона»
- Пушкін А. С. «Русалонька»
- На біблійну тематику «Естер»
- Мольєр «Скупий»
- Українки Л. «Йоганна — жінка Хусова»

Через деякий час театральна трупа отримала назву «Росток». Та впродовж довгого часу постійних зустрічей та репетицій підвищували свою майстерність. У 2011 році театральний гурток відзначили свій перший ювілей — 10 років. За час існування було отримана величезна кількість дипломів, грамот та подяк. Ось лише деякі з них: нагороди в номінації за «Акторська майстерність» — 3 дипломи за виставу «Дочка Альбіона», увійшли до п'ятірки найкращих акторських ансамблів (з представлених 40) виставою «Йоганна — жінка Хусова», брали участь у Всеукраїнському фестивалі творчості студентської молоді «Весняна хвиля».